# Арапов, Пётр Александрович
Пётр Александрович Ара́пов (2 (14) марта 1851, Казанская губерния — 1905, Самара) — городской голова Самары.

## Биография
Происходил из древнего дворянского рода Араповых. Родился 2 (14) марта 1851 года в Казанской губернии в семье титулярного советника Александра Михайловича Арапова (1810—?). Его отец был в 1841 году смотрителем Казанского военного госпиталя, в 1845 году — поручик, в 1846 уволен в отставку, а в 1847 году стал помощником Мамадьпиского окружного начальника; с 1850 года — частный пристав 2-й части г. Казани. Род был внесён во 2-ю часть дворянской родословной книги Казанской губернии по определению Казанского дворянского депутатского собрания от 12 октября 1851 года и утверждён указом Герольдии от 11 июля 1852 года (возможно, из-за переезда, с 14 января 1861 года по 27 октября 1875 года Дворянским обществом рассматривались документы о внесении рода Араповых и в Самарскую родословную книгу).
Окончил Казанскую гимназию и юридический факультет Казанского университета (30.05.1874) со званием кандидата правоведения.
Начал службу 2 июня 1874 года с должности секретаря прокурора Самарского окружного суда в чине коллежского секретаря; 28 сентября 1876 года «за выслугу лет» получил чин титулярного советника.
С 15 февраля 1877 года перешёл в ведомство министерства юстиции и, став исправляющим должность судебного следователя 2-го участка Ставропольского уезда округа Самарского окружного суда переехал в Мелекесс. С 12 января 1880 года стал исправляющим должность судебного следователя 1-го участка Самарского уезда, вернувшись в Самару; 25 сентября того же года был направлен в Оренбургскую губернию для производства предварительного следствия о мировом судье Оренбургского округа Яблонском и 3 июня 1881 года после успешного выполнения задания был утверждён в должности, а 13 сентября того же года перемещён в судебные следователи по важнейшим делам Самарской губернии.
С 30 ноября Арапов служил членом Каменец-Подольского окружного суда, а 8 января 1886 года вернулся на аналогичную должность в Самару. С 1 июля 1891 года был назначен уездным членом Самарского окружного суда по Самарскому уезду.
В 1897 году: 24 августа он был избран гласным Самарской городской думы, а 26 сентября — городским головой Самары с окладом 5000 р. в год; был утверждён 14 ноября 1897 года.
П. А. Арапов серьёзно относился к развитию городской культуры. Так, например, он в 1898 году вместе с членами управы присутствовал на открытии театрального сезона; после выставки местных художников и фотографов 25 апреля 1897 года был создан «Художественный отдел» при музее; организатор выставки Константин Павлович Головкин предложил городской думе принять часть картин в дар городу.
П. А. Арапов заботился не только о культуре. В конце 1890-х годов было выстроено новое здание самарской губернской тюрьмы на углу улиц Полевой и Ильинской (ныне — ул. Арцыбушевская, 171, общежитие медицинского института).
Представитель интеллектуальных кругов Самары, Пётр Александрович Арапов подвергался сильнейшей травле «троицкой партии», существовавшей в думе. Через 2 года после начала своей деятельности, на заседании думы в апреле 1900 года он ушёл с должности городского головы.
Скончался в 1905 году в Самаре.

## Награды
- орден Святого Станислава 3-й степени (15.05.1883)
- орден Святой Анны 2-й степени (01.01.1889)
- орден Святого Владимира 4-й степени (01.01.1896)
- серебряная на Александровской ленте Медаль «В память царствования императора Александра III» (26.02.1896)
- темно-бронзовая медаль на ленте Государственных цветов за труды по 1-й Всеобщей переписи населения в 1897 г. (30.01.1897)

## Семья
Около 1875 года женился на дворянке Елизавете Александровне Смирницкой. У них 25 октября 1876 года родилась дочь Елизавета; 10 мая 1878 года в Мелекессе — сын Владимир.